# قرن آمریکا

پرچم ایالات متحده آمریکا

قرن آمریکا یا قرن آمریکایی (به انگلیسی:American Century) توصیف دوره ای از اواسط قرن بیستم است که عمدتاً تحت تسلط ایالات متحده از نظر سیاسی، اقتصادی و فرهنگی است. این مفهوم با توصیف دوره ۱۸۱۵–۱۹۱۴ به عنوان قرن امپراتوری بریتانیا قابل مقایسه است. نفوذ ایالات متحده در طول قرن بیستم و به ویژه پس از پایان جنگ جهانی دوم، زمانی که تنها دو ابرقدرت ایالات متحده آمریکا و اتحاد جماهیر شوروی باقی ماندند افزایش یافت و ایالات متحده تبدیل به یکی از دو ابرقدرت غالب شد. پس از انحلال اتحاد جماهیر شوروی در سال ۱۹۹۱، ایالات متحده تنها ابرقدرت جهان و به یک هژمون جهانی تبدیل شد. در سده بیست و یکم میلادی مفاهیم متضادی با این مفهوم به وجود آمده و اکنون اصطلاحاتی نوظهوری چون قرن چین و قرن آسیا نیز در رسانه‌ها و گفتمان‌های سیاسی دیده می‌شود.

## خاستگاه و ریشه این مفهوم
این اصطلاح توسط هنری لیوس، ناشر تایم، و برای توصیف نقش احتمالی ایالات متحده در قرن بیستم و اقداماتی که ایالات متحده «باید» در طی قرن ۲۰م میلادی انجام دهد ایجاد شد. لوس، پسر یک مبلغ مسیحی بود. او در سرمقاله مجله لایف در ۱۷ فوریه ۱۹۴۱، از ایالات متحده خواست تا انزواگرایی را کنار بگذارد و به عنوان نوعی مبلغ جهانی و سامری نیکوکار جهان عمل کند و دموکراسی را گسترش دهد. وی همچنین از آمریکا خواست که برای دفاع از ارزش‌های دموکراتیک وارد جنگ جهانی دوم شود.
به گفته دیوید هاروی، لیوس معتقد بود «قدرت اعطا شده جهانی و کلی است و ربطی به سرزمینی خاص نیست، بنابراین لیوس ترجیح داد از یک «قرن آمریکایی صحبت کند تا یک امپراتوری آمریکایی»». او در همان مقاله از ایالات متحده خواست که «تأثیر کامل نفوذ خود را برای اهدافی که ما صلاح می‌دانیم و با وسایلی که صلاح می‌دانیم بر جهان اعمال کند».

## انتقادات و استفاده از این مفهوم
منتقدان «جینگوئیسم» لیوس را محکوم کرده‌اند. دیگران به پایان قرن بیستم و قرن آمریکایی اشاره کرده‌اند، معروف‌ترین آنها روزنامه‌نگار فقید گونزویی ، هانتر اس. تامپسون است که در سال ۲۰۰۳ میلادی زندگی‌نامه خود را با نام «Kingdom of Fear: Loathsome Secrets of a Star Crossed Child in the Last Days of the American Century» عنوان کرد.
با ظهور هزاره جدید، منتقدان دانشگاه ایلینوی  این موضوع که آیا ایالات متحده موقعیت ابرقدرتی خود را از دست می‌دهد، به ویژه در رابطه با ظهور چین را بحث‌برانگیز می‌دانند. تحلیل‌گران دیگر معتقدند که تعریف «قرن آمریکایی» به خوبی بین ورود دیرهنگام ایالات متحده به جنگ جهانی اول در سال ۱۹۱۷ و تحلیف چهل و پنجمین رئیس‌جمهور آن در سال ۲۰۱۷ میلادی تعریف می‌شود.
محققان دیگر، مانند جورج فرایدمن، تصریح می‌کنند که «قرن بیست و یکم قرن آمریکایی خواهد بود.»